# Mind Quiz
Mind Quiz est un jeu vidéo de réflexion développé par Sega et édité par Ubisoft, sorti à partir de 2006 sur Windows, Nintendo DS, Nintendo 3DS et PlayStation Portable.
Le jeu se nomme M¿nd Quiz : Musclez votre cerveau en France et M¿nd Quiz: Your Brain Coach en anglais. La version Nintendo DS japonaise se nomme Nōnenrei: Nō Stress Kei Atama Scan.
La version Nintendo 3DS se nomme Mind Quiz : Entraînez votre logique 3D en France et Puzzler Mind Gym 3D en anglais.

## Accueil
- Jeuxvideo.com : 13/20 (PSP)[1] - 9/20 (3DS)[2]